# 镇龙乡 (岳池县)
镇龙乡，是中华人民共和国四川省广安市岳池县曾经下辖的一个乡。2019年12月，撤销镇龙乡，将其所属行政区域划归花园镇管辖。

## 行政区划
镇龙乡撤销前下辖以下地区：
义兴社区、王家场村、观音岩村、三合桥村、丁家店村、包锣田村、平原村、鸡公岭村、马鞍村、双河口村、梨园村、百家沟村、漏山寺村和大峰山村。